# Mercury Records
För andra betydelser, se Mercury.

Mercury Records logotyp.

Mercury Records, är ursprungligen ett amerikanskt skivbolag grundat 1945. Mercury inköptes 1961 av Philips Records och ingick därefter som en underetikett i Phonogram, från 1972 PolyGram. Mercury Records ingår numera i Universal Music.

## Mercury Records Artister
- The Bar-Kays
- Con Funk Shun
- Cameo
- Ohio Players
- Kool and The Gang
- Bon Jovi
- George Jones